# Мужская сборная Югославии по водному поло
Мужская национальная сборная Югославии по водному поло — мужская ватерпольная сборная в разное время представлявшая Королевство Сербов, Хорватов и Словенцев в 1920 — 1929 годах, Королевство Югославия в 1929 — 1941 годах, Федеративную Народную Республику Югославия в 1946 — 1963 годах, СФРЮ в 1963 — 1992 годах, а также после распада СРФЮ Союзную Республику Югославия в 1994 — 2002 годах на международных ватерпольных соревнованиях.
На протяжении своего существования сборная являлась одной из сильнейших в мире. В общей сложности сборная Югославии по водному поло выиграла 7 комплектов Олимпийских наград из них 3 — золотые в 1968, 1984 и 1988 годах, дважды выигрывала Чемпионаты мира в 1986 и 1991 годах, дважды выигрывала Кубок мира в 1987 и 1989 годах.
После распада Югославии под эгидой ФИНА стали выступать следующие сборные:
- Мужская сборная Сербии и Черногории по водному поло (2002—2006)
- Мужская сборная Сербии по водному поло
- Мужская сборная Хорватии по водному поло
- Мужская сборная Словении по водному поло
- Мужская сборная Северной Македонии по водному поло
- Мужская сборная Черногории по водному поло

## Статистика выступлений

### Олимпийские игры
- 1936 — Первый раунд
- 1948 — Второй раунд
- 1952 —  Серебряная медаль
- 1956 —  Серебряная медаль
- 1960 — 4-е место
- 1964 —  Серебряная медаль
- 1968 —  Золотая медаль
- 1972 — 5-е место
- 1976 — 5-е место
- 1980 —  Серебряная медаль
- 1984 —  Золотая медаль
- 1988 —  Золотая медаль
- 1992 — Не участвовала
- 2000 —  Бронзовая медаль

### Чемпионат мира
- 1973 —  Бронзовая медаль
- 1975 — 13-е место
- 1978 —  Бронзовая медаль
- 1982 — 7-е место
- 1986 —  Золотая медаль
- 1991 —  Золотая медаль
- 1994 — Не участвовала
- 1998 —  Бронзовая медаль
- 2001 —  Серебряная медаль

### Кубок Мира
- 1979 —  Бронзовая медаль
- 1981 —  Серебряная медаль
- 1983 — Не участвовала
- 1985 — 4-е место
- 1987 —  Золотая медаль
- 1989 —  Золотая медаль
- 1991 —  Серебряная медаль
- 1993 — Не участвовала
- 1995 — Не участвовала
- 1997 — 7-е место
- 1997 — 5-е место
- 2002 —  Бронзовая медаль

### Чемпионат Европы
- 1927 — 9-е место
- 1934 — 5-е место
- 1947 — 8-е место
- 1950 —  Бронзовая медаль
- 1954 —  Серебряная медаль
- 1958 —  Серебряная медаль
- 1962 —  Серебряная медаль
- 1966 —  Бронзовая медаль
- 1970 —  Бронзовая медаль
- 1974 —  Бронзовая медаль
- 1977 —  Серебряная медаль
- 1981 — 4-е место
- 1983 — 4-е место
- 1985 —  Серебряная медаль
- 1987 —  Серебряная медаль
- 1989 —  Серебряная медаль
- 1991 —  Золотая медаль
- 1993 — Не участвовала
- 1995 — Не участвовала
- 1997 —  Серебряная медаль
- 1999 — 7-е место
- 2001 —  Золотая медаль